# I-Tipferl-Polka
Die I-Tipferl-Polka ist eine Polka française von Johann Strauss (Sohn) (op. 377). Das Werk wurde im Sommer 1877 erstmals aufgeführt.